# 馬庫斯·埃里克松 (網球運動員)
馬庫斯·埃里克松（瑞典語：Markus Eriksson；1996年11月4日—）是一名已退役瑞典男網球運動員，在2019年8月19日取得個人單打排名新高的277名，而最高雙打排名則於2018年12月3日達到205名。

## 職業生涯
2012年，埃里克松代表瑞典隊出戰台維斯盃參加對比利時的賽事。在2012至2020年間，他共參加了14次台維斯盃，其中16場單打贏了7場，而雙打成績則7戰4勝。
2013年瑞典網球公開賽，埃里克松首次參加ATP巡迴賽，但在第一輪輸給馬丁·亞洛德出局。2014年，他取得外卡夥拍伊萨克·阿维德松參加瑞典公開賽雙打賽事，但在八強輸給三號種子亨利·孔蒂寧和托马什·贝德纳雷克而止步。
2018年，他贏得首項ATP挑戰賽雙打冠軍，在芬蘭坦佩雷擊敗亚历山大·帕夫柳琴科夫和伊萬·加霍夫奪冠。

## 巡迴賽決賽及冠軍
| 賽事          |
| ------------- |
| 大滿貫 (0)    |
| ATP大師賽 (0) |
| ATP巡迴賽 (0) |
| 挑戰賽 (1)    |

| 賽果 | 日期      | 類型   | 巡迴賽     | 地面 | 拍擋          | 對手                              | 比分             |
| ---- | --------- | ------ | ---------- | ---- | ------------- | --------------------------------- | ---------------- |
| 冠軍 | 2018年7月 | 挑戰賽 | 芬蘭坦佩雷 | 泥地 | 安德烈·约兰松 | 亚历山大·帕夫柳琴科夫 伊萬·加霍夫 | 6–3, 3–6, [10–7] |

## 外部連結
- 馬庫斯·埃里克松（英文/西班牙文）的官方資料